# Mstětice (stacja kolejowa)
Mstětice – stacja kolejowa w miejscowości Mstětice, w kraju środkowoczeskim, w Czechach. Znajduje się na wysokości 245 m n.p.m..
Jest zarządzana przez Správę železnic. Na stacji nie ma możliwości zakupu biletów, a obsługa podróżnych odbywa się w pociągu. 

## Linie kolejowe
- 231 Praha - Lysá nad Labem - Kolín